# Se son rose fioriranno
Se son rose fioriranno è il 14º album in studio del cantautore italiano Edoardo Bennato pubblicato nel 1994. Il disco è stato ristampato nel 1995 con l'aggiunta di due brani, "Eugenio" e "Tu chi sei?". Si tratta di uno dei dischi di Bennato prodotti dal suo manager Aldo Foglia (chiamato così in onore dell'omonimo meteorologo del TG5).

## Tracce
1. La frittata è fatta – 3:25
2. La fiera dei buoni sentimenti – 5:32
3. Meglio Topolino – 4:04
4. Chi non salta – 4:28
5. Milano – 3:13
6. Rosa da segnare – 4:46
7. Donna di luna – 3:50
8. C'era una volta – 3:41
9. Povero treno – 3:59
10. In nome del popolo italiano – 2:59
11. Tu chi sei? – 4:46
12. Eugenio – 3:09

## Formazione
- Edoardo Bennato - voce, chitarra a 12 corde, armonica a bocca
- Lucio Bardi - chitarra acustica
- Ernesto Vitolo - pianoforte, organo Hammond
- Aldo Perris - basso, contrabbasso
- Guido Elmi - chitarra elettrica, congas
- Aldo Fedele - tastiera
- Gigi De Rienzo - tastiera, basso, chitarra elettrica
- Steve Farris - chitarra elettrica, slide guitar
- Alessandro Magri - tastiera
- Bob Fix - programmazione
- Umberto Cimino - tastiera, programmazione su "Eugenio"
- Mauro Spina - batteria
- Kenny Aronoff - batteria, percussioni
- Giulia Fasolino, Glen White, Linda Wesley, Moreno Ferrara, Silvio Pozzoli - cori